# Něvel
Něvel (rusky Невель) je město v Pskovské oblasti v Ruské federaci. Při sčítání lidu v roce 2010 mělo přes šestnáct tisíc obyvatel.

## Dějiny
První zmínka o Něveli je z roku 1503, kdy se jednalo o pevnost ruského carství. Je pravděpodobné, že původ názvu je v baltofinských jazycích.
Od 16. do 18. století se jednalo o pohraniční sídlo a občas patřilo polsko-litevské unii, mj. od roku 1678 do roku 1772, kdy konečně připadlo Rusku v rámci prvního dělení Polska. Krátce nato se stalo městem a stalo se součástí Pskovské gubernie.
Od roku 1802 patřilo do Vitebské gubernie a během Napoleonova ruského tažení fungovalo opět jako pevnostní město s vícero lazarety.
Během druhé světové války byla Něvel obsazena od července 1941 do října 1943 německou armádou. Při dobývání města Rudou armádou a jeho obraně vojáky skupiny armád Střed byla Něvel z větší části zničena.

### Rodáci
- Grigorij Naumovič Vojtinskij (1893–1953), sovětský politik a sinolog